# Самосуды
Самосуды — деревня в Верхошижемском районе Кировской области в составе Среднеивкинского сельского поселения. 

## География
Находится на расстоянии примерно 19 км на запад-юго-запад от районного центра посёлка Верхошижемье. 

## История
Известна с 1719 года как починок у речки Ивкины с населением 14 душ мужского пола, в 1764 году 79 жителей. В 1873 году учтено здесь (починок у речки Ивкины или Самосуды) дворов 23 и жителей 198, в 1905 33 и 289, в 1926 (уже деревня Самосуды или У реки Ивкины) 39 и 196, в 1950 30 и 96. В 1989 году проживало 40 человек.

## Население
Постоянное население  составляло 12 человек (русские 75%) в 2002 году, 4 в 2010.